# Șoaptele iernii
Șoaptele iernii este un film românesc din 1974 regizat de Ion Truică.